# Gare de Biffontaine
Gare de Biffontaine – przystanek kolejowy w miejscowości Biffontaine, w departamencie Wogezy, w regionie Grand Est, we Francji. Jest zarządzany przez SNCF i obsługiwany przez pociągi TER Lorraine. 

## Położenie
Znajduje się na linii Arches – Saint-Dié, na km 28,167 między stacjami Laveline-devant-Bruyères i Corcieux-Vanémont, na wysokości 467 m n.p.m.

## Linie kolejowe
- Linia Arches – Saint-Dié